# 濱小清水車站
濱小清水車站（日语：／ Hama-koshimizu eki */?）是一由北海道旅客鐵道（JR北海道）所經營的鐵路車站，位於日本北海道斜里郡小清水町境內，是釧網本線沿線的一個無人車站。濱小清水隸屬JR北海道釧路支社管轄範圍，由知床斜里車站管理。雖然是無站員配置的無人車站，但車站建物本身卻是與道之驛「葉菜野花小清水」（道の駅はなやか（葉菜野花）小清水）共構。

## 簡介
濱小清水位在鄂霍次克海沿岸、沿著國道244號分佈一稱為濱小清水的聚落中央。雖然是小清水町境內唯一一個站名中有「小清水」的鐵路車站，但距離小清水町中心地區還有10公里的距離，另需以巴士等公共運輸接駁。
濱小清水車站在1925年啟用時，原名古樋，此名稱源自於愛奴語中的「hur-tuy-i/」，意指「漂亮山丘處」。但在1952年時依照其位在小清水町的濱海地帶之故，而改名為濱小清水，其中「小清水」這地名是源自止別川的支流「pon-yam-pet/」（意指「小條的冷水河川」），而將村名命名為「小清水」」。
在1941年至1952年之間，濱小清水曾是北海道製糖（今日本甜菜製糖，簡稱「日甜」）所擁有的地方輕便軌道線小清水軌道與國鐵路線的轉車站（在路線創設時車站仍名「古樋」）。
2007年時，JR北海道曾在濱小清水與藻琴兩站之間進行可同時在鐵軌與一般路面上行駛的雙模式車輛（Dual Mode Vehicle，DMV）之試營業運行。

## 車站構造
對向式月台2面2線的地面車站。與2號月台之間設有站內平交道。
2號月台的有效長度只有3節，而包括機車在內有6節的「流冰Norokko號」運行期間，月台將臨時設置延伸至全部客車的部分。

### 月台配置
| 月台 | 路線      | 方向 | 目的地                 |
| ---- | --------- | ---- | ---------------------- |
| 1    | ■釧網本線 | 上行 | 網走、北見方向         |
| 2    | ■釧網本線 | 下行 | 知床斜里、綠、釧路方向 |

## 歷史
- 1925年（大正14年）11月10日 - 以國有鐵道的古樋車站（ふるといえき）開始營業，為一般車站。
- 1941年（昭和16年）8月8日 - 小清水軌道開始營業。
- 1952年（昭和27年）
  - 11月15日 - 改稱為濱小清水車站。
  - 12月14日 - 小清水軌道被廢除。
- 1960年（昭和35年）1月10日 - 車站大樓改建。
- 1983年（昭和58年）5月20日 - 廢除貨物處理。
- 1984年（昭和59年）2月1日 - 廢除行李處理。
- 1986年（昭和61年）11月1日 - 車站簡易委託化。
- 1987年（昭和62年）4月1日 - 國鐵分割民營化後，由JR北海道繼承。
- ？ - 廢除簡易委託，車站完全無人化。
- 1999年（平成11年）7月13日 - 舉行因興建道之驛而拆除車站大樓的慶祝儀式。
- 2000年（平成12年）7月1日 - 道之驛內的車站等候室開始投入運作。

## 車站周邊
- 國道244號
- 小清水町役場濱小清水辦事處
- 斜里警察署濱小清水派出所
- 濱小清水郵政局（併設日本郵政網走支店濱小清水配送據點3
- 濱小清水前濱露營場
- 觀望台
- 網走巴士「濱小清水車站前」車站

## 相鄰車站
北海道旅客鐵道（JR北海道）
■釧網本線
快速「知床」、普通
北濱（B76）－（臨）原生花園（B75）－濱小清水（B74）－止別（B73）
- 原生花園站停靠期為5月1日（一部分列車為4月29日起）－10月31日（但是，一部分的普通列車全年通過）

## 外部連結
- （日語）JR北海道 – 濱小清水車站 （页面存档备份，存于）
- （日語）全驛參觀之旅 （页面存档备份，存于）
- . 國土交通省北海道開發局.   [2009-11-06]. （原始内容存档于2010-11-21） （日语）.